# Latiaxis babelis
Latiaxis babelis är en snäckart som först beskrevs av Requien 1849.  Latiaxis babelis ingår i släktet Latiaxis och familjen Magilidae. IUCN kategoriserar arten globalt som nära hotad. Inga underarter finns listade i Catalogue of Life.

## Bildgalleri

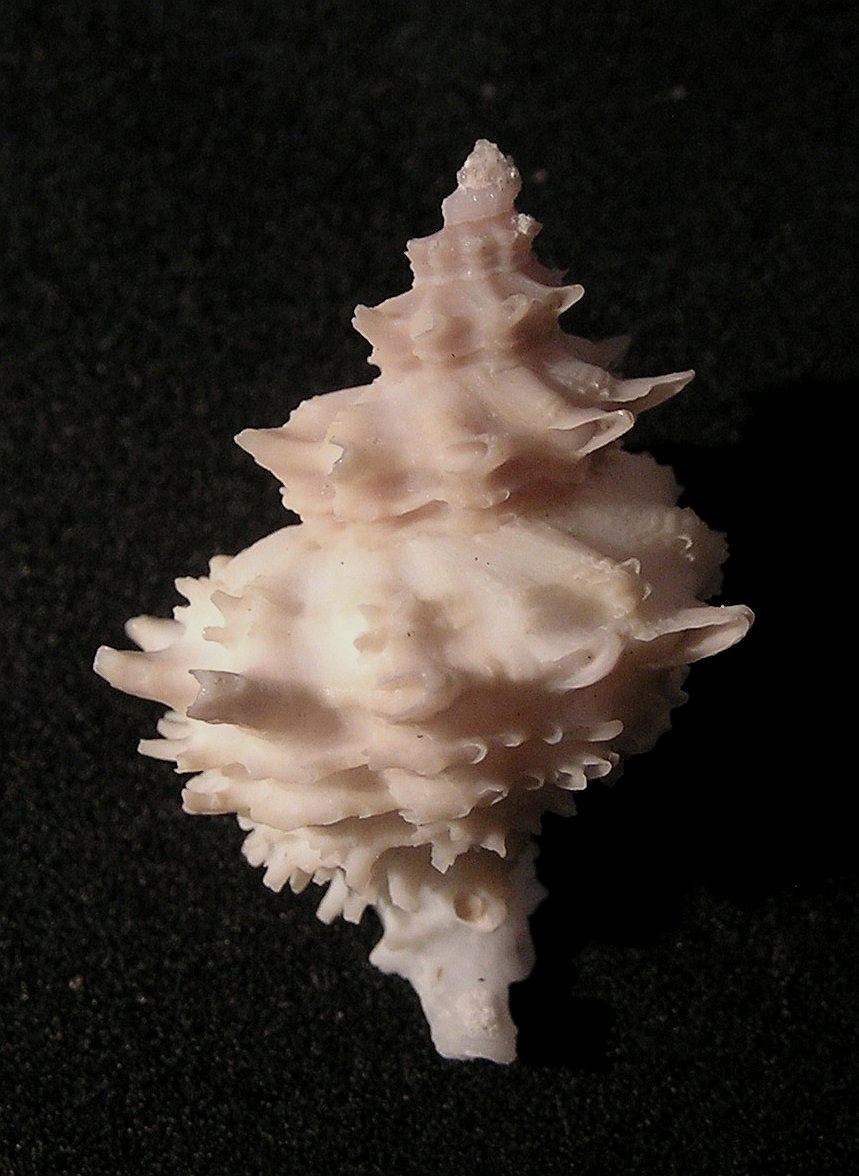